# Mont-Joli
Mont-Joli est une ville canadienne au Québec, chef-lieu de la MRC de La Mitis, dans la région administrative du Bas-Saint-Laurent et dans la région touristique de la Gaspésie. La municipalité est membre de la Fédération des Villages-relais du Québec.
Elle est renommée pour son aéroport, le deuxième en importance au Canada durant la Seconde Guerre mondiale. Un carrefour giratoire qui donne l'accès à l'autoroute 20 reliant Mont-Joli à Rimouski est ouvert depuis 2009.

## Toponymie

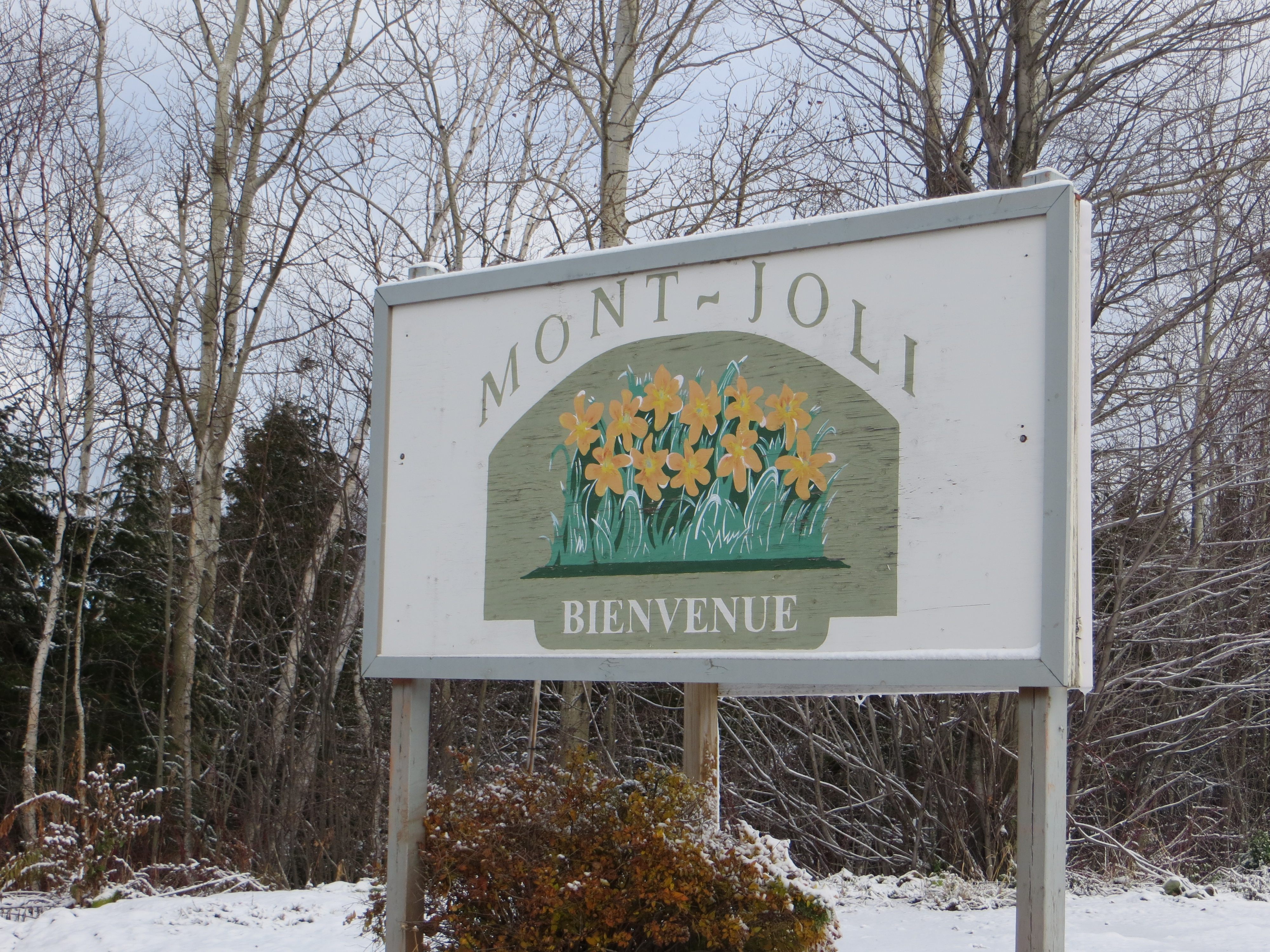
Affiche de bienvenue à Mont-Joli.

Le nom de la ville provient du joli monticule qui surplombe la campagne des environs sur lequel a débuté la construction de la ville et où se trouve l'église aujourd'hui.

## Histoire

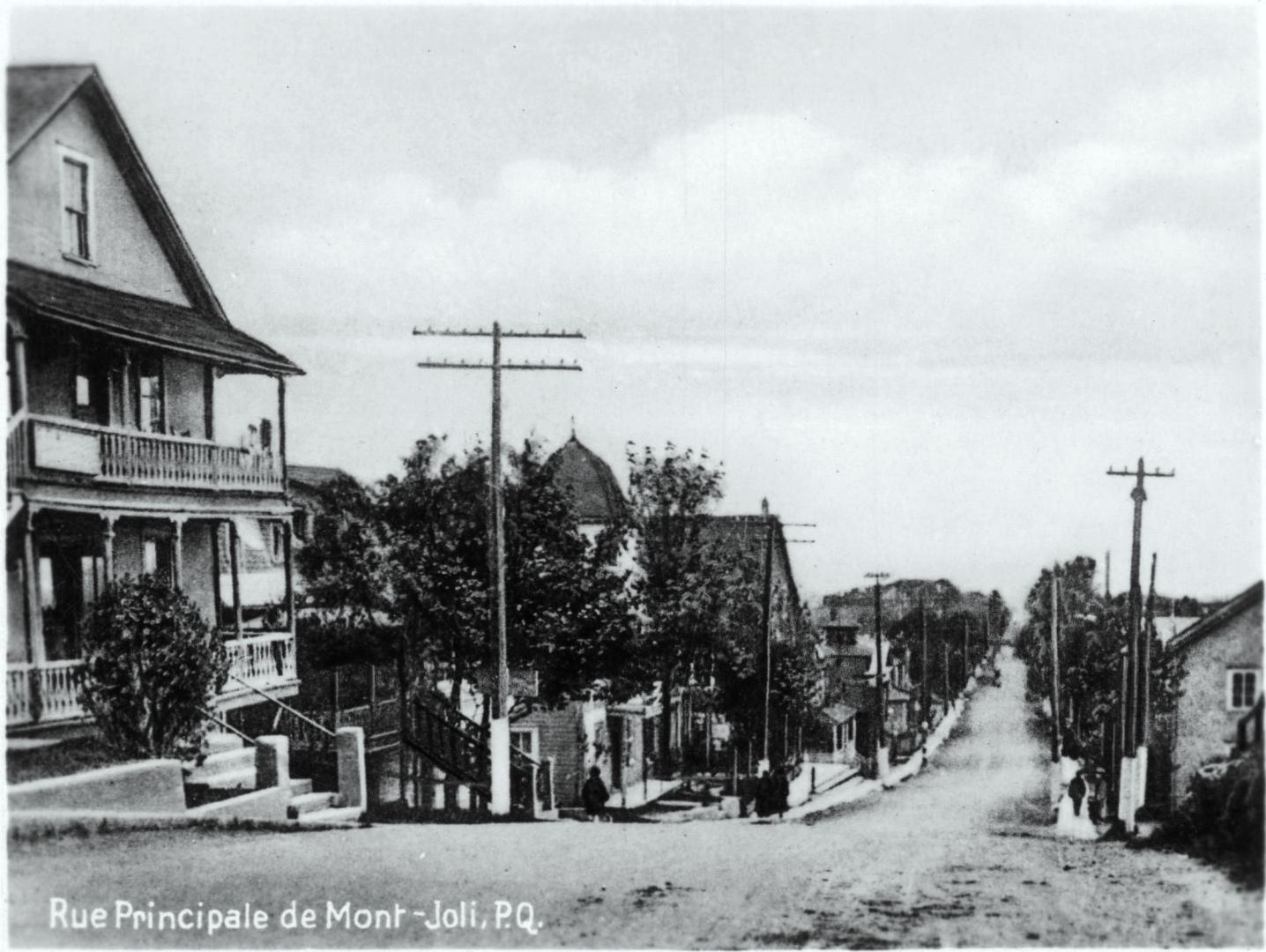
La rue Principale de Mont-Joli vers 1910.

Une des raisons qui ont poussé à la construction de Mont-Joli est la construction de la gare de Mont-Joli et de la voie ferrée du chemin de fer Intercolonial. Par la suite, les habitants venus s'installer ont exploité le bois, et aussi une plaque tournante entre le Canada, les Amériques, le Nouveau-Brunswick et les Îles Saint-Pierre-et-Miquelon (la contrebande). En 1939 le sanatorium Saint-Georges de Mont-Joli est construit; le fléau de la tuberculose est présent un peu partout. La communauté des Filles de la sagesse s'occupent des malades.
Mont-Joli était une ville importante pendant la Seconde Guerre mondiale. Elle était deuxième en importance comme aéroportuaire au Canada à cause de l'avantage stratégique et climatique du plateau d'où l'aéroport est construit. Elle avait deux petites tours (toujours présentes) d'observations de chaque côté de Sainte-Flavie, pour la surveillance et pour la formation de jeunes élèves pilotes (souvent 17 ans et +) au-dessus du fleuve Saint-Laurent. Un fait important, l'aéroport de Mont-Joli (comme sa "jumelle" de Val-Cartier) formait des aviateurs qui devaient mener des combats près des côtes canadiennes, et en Europe.

### Fondation
En 1867, la principale condition pour l'entrée du Nouveau-Brunswick et de la Nouvelle-Écosse dans la confédération canadienne était d'être reliés au reste du pays par le chemin de fer. En 1868, les travaux commencèrent et les autorités décidèrent de faire tourner le chemin de fer à Saint-Octave-de-Métis, en Gaspésie. Cependant, ce village, à cause de son relief accidenté, ne pouvait pas recevoir la gare de réparation et d'entretien. Les ingénieurs se tournèrent alors vers le haut du 2e rang de Sainte-Flavie et la gare est nommée Sainte-Flavie-Station. En 1880, Sainte-Flavie-Station se sépare et est renommée Mont-Joli, surnom qu'utilisaient déjà les premiers habitants.

## Géographie
La rivière Mitis y coulr vers le sud-est et délimite le sud-est de la municipalité.

## Démographie

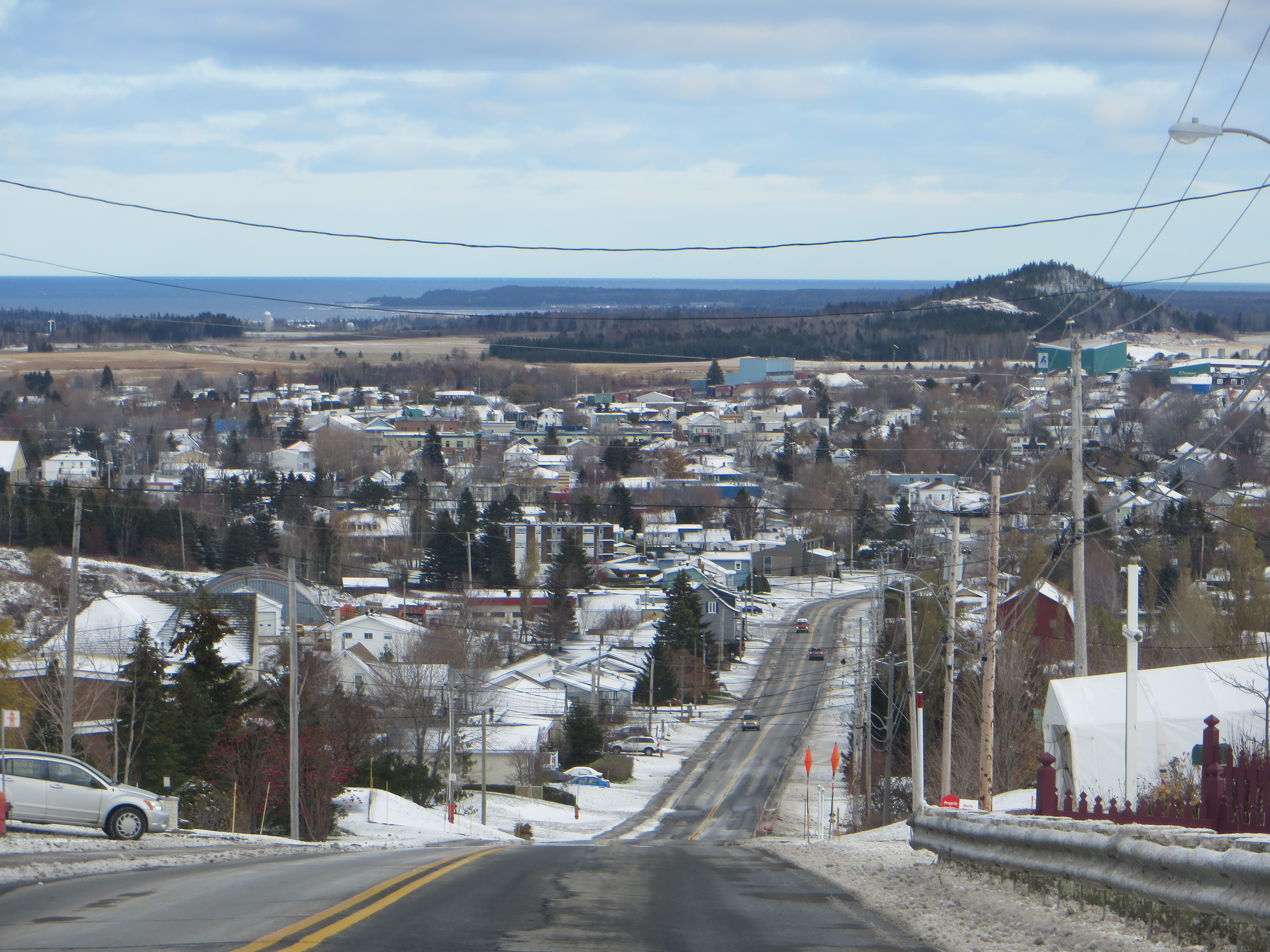
Mont-Joli en novembre 2014.

| 1996  | 2001  | 2006  | 2011  | 2016  | 2021  |
| ----- | ----- | ----- | ----- | ----- | ----- |
| 7 026 | 6 579 | 6 568 | 6 665 | 6 281 | 6 384 |

## Administration
| Maires et mairesses de 1880 à aujourd'hui | Maires et mairesses de 1880 à aujourd'hui | Maires et mairesses de 1880 à aujourd'hui |
| ----------------------------------------- | ----------------------------------------- | ----------------------------------------- |
| 2017-2021 - Martin Soucy                  | 2013-2017 - Danielle Doyer                | 2005-2013 - Jean Bélanger                 |
| 1994-2005 - Ghislain Fiola                | 1991-1994 - Guy D'Anjou                   | 1978-1991 - Jean-Louis Desrosiers         |
| 1974-1978 - Odilon Gagnon                 | 1970-1974 - Julien Bouchard               | 1962-1970 - Dr Raymond Lavallée           |
| 1961-1962 - Dr. René A. Lepage            | 1955-1961 - Benoit Gaboury                | 1937-1955 - Dr. René A. Lepage            |
| 1931-1937 - J. Adalbert Landry            | 1927-1931 - Dr. J.E. Lavoie               | 1921-1927 - Joseph Pinault                |
| 1917-1921 - Joseph Roy                    | 1914-1916 - Alphonse Gamache              | 1910-1914 - Dr. J.E. Lavoie               |
| 1909-1910 - Néo Lindsay                   | 1908-1909 - P.H. Caron                    | 1902-1908 - Joseph Roy                    |
| 1901-1902 - Alphonse Lefevre              | 1897-1901 - Antoine Voyer                 | 1895-1897 - Napoléon Aubin                |
| 1894-1895 - Auguste Côté                  | 1892-1894 - Aimé Beaulieu                 | 1891-1892 - Alfred Lévesque               |
| 1890-1891 - Louis Dupéré                  | 1889-1890 - Antoine Voyer                 | 1889-1889 - Aimé Beaulieu                 |
| 1888-1889 - Alphonse Lefevre              | 1886-1888 - Antoine Voyer                 | 1885-1886 - Jean-Baptiste Beaulieu        |
| 1884-1885 - J. Auguste Ross               | 1881-1884 - Jean-Baptiste Beaulieu        | 1880-1881 - Pascal Beaulieu               |

### Conseillers
| Mandat      | District 1      | District 2     | District 3           | District 4          | District 5      | District 6 | District 7     | District 8           |
| ----------- | --------------- | -------------- | -------------------- | ------------------- | --------------- | ---------- | -------------- | -------------------- |
| 2017 - 2021 | Gilles Lavoie   | Annie Blais    | Robin Guy            | Jean-Pierre Labonté | Alain Thibault  | Denis Dubé | Aboli          | Aboli                |
| 2013-2017   | Stéphane Dupont | Normand Gagnon | Georges Jalbert      | Jean-Pierre Labonté | Claude Bélanger | Denis Dubé | Aboli          | Aboli                |
| 2009-2013   | Gilles Lavoie   | Normand Gagnon | Kédina Fleury-Samson | Jean-Pierre Labonté | Marcel Dubé     | Denis Dubé | Aboli          | Aboli                |
| 2005-2009   | Gilles Lavoie   | Normand Gagnon | Gaétan Beaulieu      | Jean-Pierre Labonté | Marcel Dubé     | Denis Dubé | Gaétan Lizotte | Kédina Fleury Samson |

## Économie
Depuis l'arrivée de l'autoroute 20 en 2009, plusieurs commerces ont ouvert leur porte sur les terrains avoisinant le carrefour giratoire. Toutes les facilités nécessaires aux voyageurs se retrouvent à proximité. On y retrouve une station d'essence pour les camions et les autos, un dépanneur, une poissonnerie, un bar laitier, une fromagerie, un site d'information touristique et des restaurants. Notons aussi la présence d'une halte récréotouristique. D'autres projets commerciaux sont en développement.

### Entreprises ou instituts d'importance[7].
- Bois BSL inc. : nombre d'employés : 312
- Bradken[8] , [Note 2] : Bradken emploie plus de 285 personnes.
- Canboard : nombre d'employés : 75 [9]
- Centrap : nombre d'employés : 125, dont 80 personnes handicapées [10]
- Centre de santé et de services sociaux de La Mitis : nombre d'employés : 740
- Chemin de Fer de la Matapédia et du Golfe inc. : nombre d'employés : 75
- Groupe Lechasseur : Construction de routes, de rues et de ponts : nombre d'employés : 75 [11]
- Institut Maurice-Lamontagne : l'Institut Maurice Lamontagne est l'un des deux instituts en recherche océanographique du Canada. L'Institut compte environ 500 employés.
- Transport Gino Bois: nombre d'employés : 70
- Yvan Perreault & Fils Inc : nombre d'employés : 110

### Tourisme

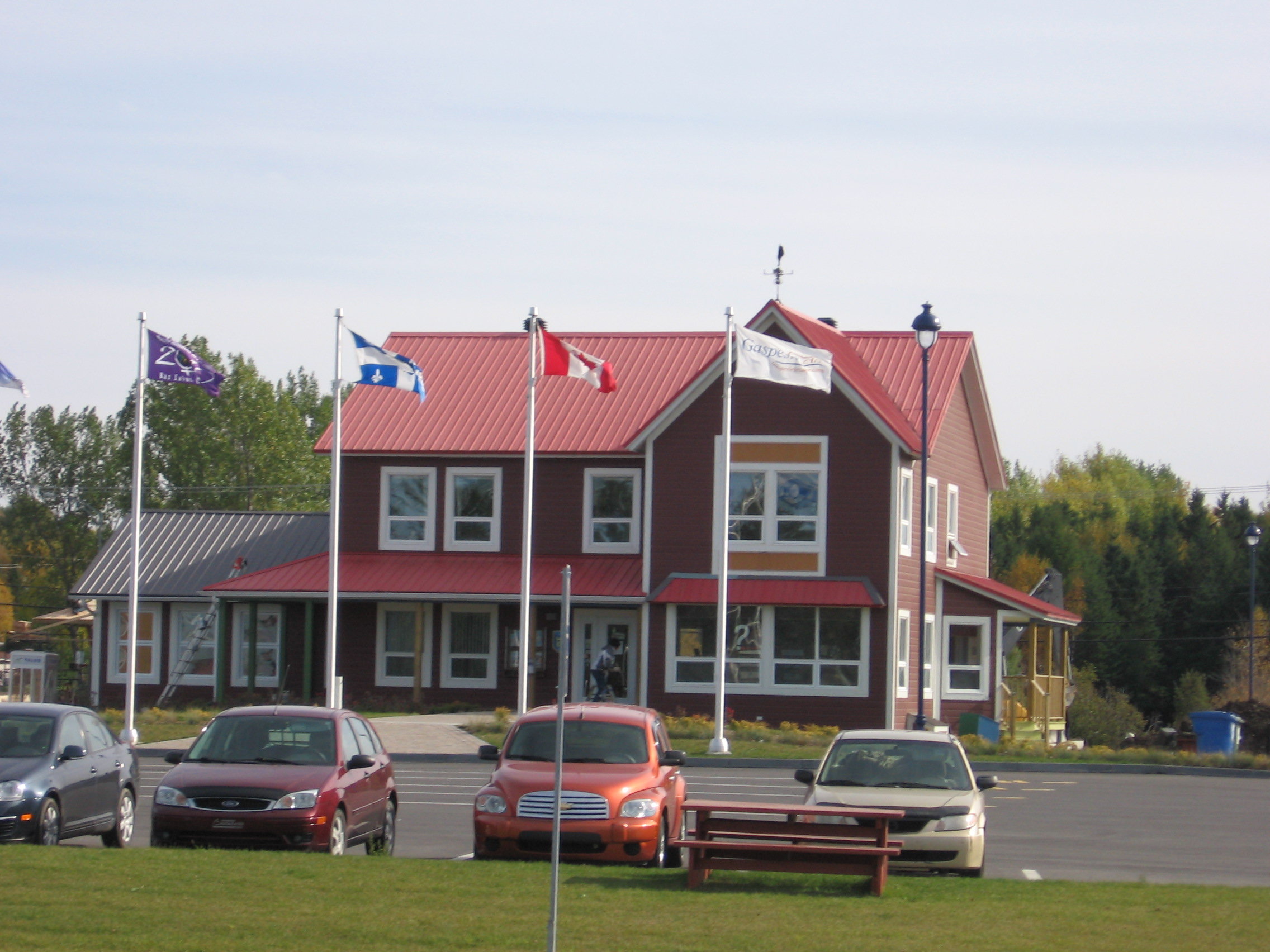
Bureau d'information touristique à Mont-Joli.

- Bibliothèque Jean-Louis-Desrosiers : Plus de 40 000 documents écrits, audio et vidéo.
- Club de Motoneiges de la Mitis : Sentiers battus et balisés sur tout le territoire.
- Club VTT Mitis : Sentiers de VTT fédérés qui couvrent tout le territoire.
- Lelièvre Karting : Karting avec un circuit ouvert de 1,5 km (le plus long au Québec), Paintball.
- Les murmures de la ville : Plus de 20 œuvres peintes au centre-ville qui, l'été, sont expliquées et commentées par des guides connaissant l'histoire de la ville. (gratuit)
- Parc Richelieu : Avec barboteuse, jeux d'enfants et un parc de planche à roulettes.
- Parc Hébert : Espace vert avec jeux d'enfants.
- Piscine Gervais Rioux : Une piscine semi-olympique avec tremplin et une petite glissade pour plus jeunes.
- Quilles Mont-Joli : Reconnu pour ses clairs de lune et ses équipements modernes.
- Stade de Baseball : Situé au parc Richelieu
- Amphithéâtre Desjardins : Aréna nouvellement construit et remplace le vétuste Stade du Centenaire qui est désormais démoli
- Tennis : trois terrains de tennis à surface synthétique situé au parc Richelieu.

## Personnalités liées

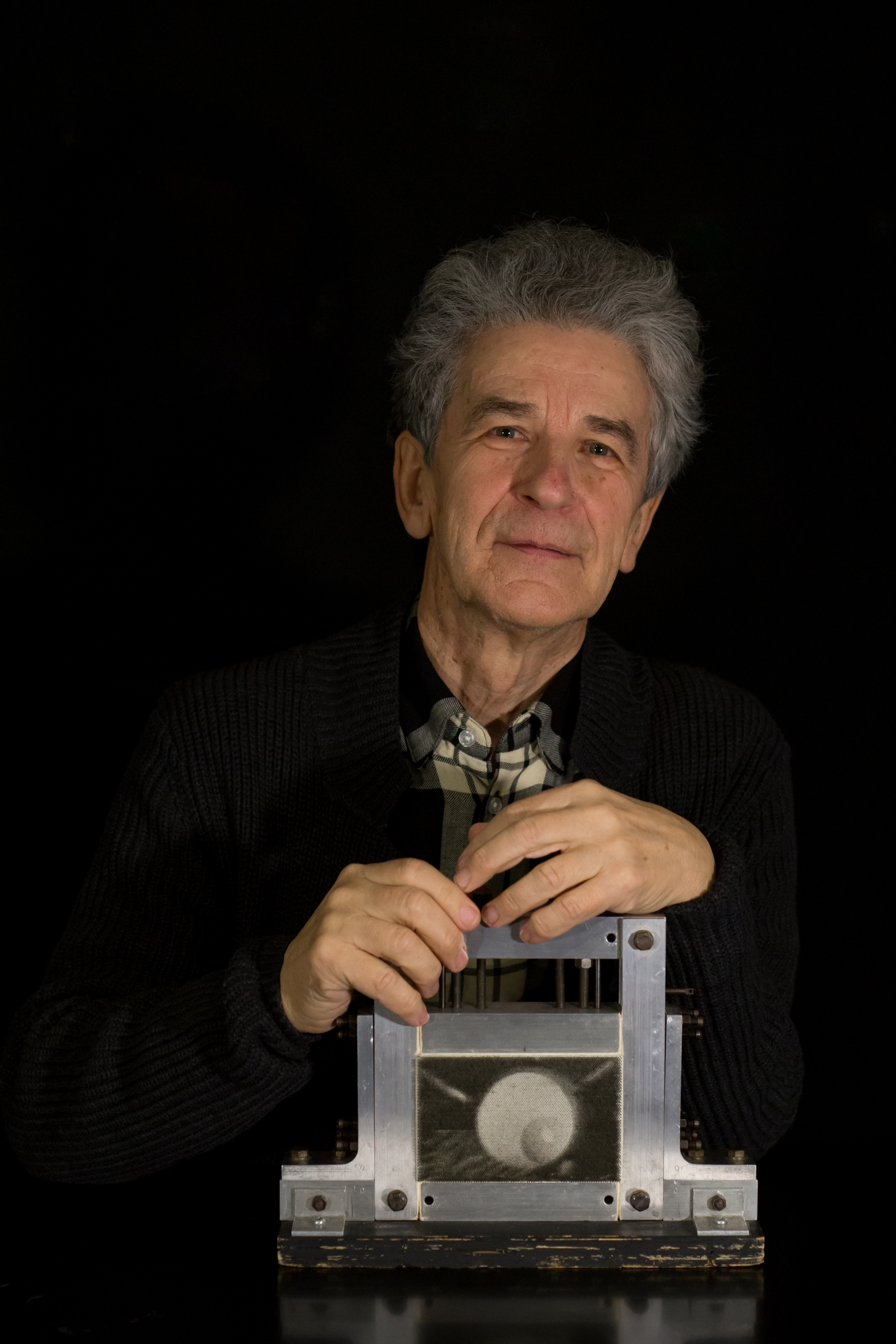
Jacques Drouin.

- Micheline Carrier : enseignante, journaliste, essayiste et éditrice féministe[12].
- Bertrand Dandonneau : Inventeur du bas-culotte.
- Danielle Doyer : Politicienne.
- Donald Dufresne : Ancien joueur de hockey de la LNH, ancien entraîneur-adjoint de l'Océanic de Rimouski et présentement entraineur adjoint du club école du Canadiens de Montréal.
- Érick d'Orion : Artiste en art audio
- Éric Normand: Musicien et compositeur.
- Gaétan D'Amours : Culturiste. Monsieur Québec 1960, Monsieur Canada 1961, Monsieur Amérique 1961, Monsieur Univers 1967 (5e place).
- Gervais Rioux : Cycliste olympique (Séoul, 1988).
- Jacques Drouin : Réalisateur de films d'animation à l'écran d'épingles.
- Jean-Philippe Roy (Sainte-Flavie) : Skieur olympique.
- Joseph-Adalbert Landry : Un des inventeurs de l'autoneige, grâce à un brevet de 1923 (à ne pas confondre avec la motoneige de Joseph-Armand Bombardier).
- Maurice Lamontagne : Économiste et sénateur canadien.
- Micheline Morisset : Écrivaine.
- Patrick Lavoie (Sainte-Flavie) : Fullback (centre arrière) actif dans Ligue Canadienne de football depuis 2012. De retour avec les Alouettes depuis 2018[13], il d'abord remporté la Coupe Grey avec le Rouge et Noir lors de la saison 2016.
- Pierre Labrie : Écrivain. Auteur de la série jeunesse Mistral, dont l'histoire se déroule dans la ville de Mont-Joli et les alentours.
- Raymond Bélisle: comédien, théâtre et télévision.
- René Dupéré : Compositeur pour le Cirque du Soleil, dont le succès mondial Allegria.
- René Gagnon : comédien, théâtre et télévision.
- Robert Piché (né à Québec): Pilote d'avion impliqué dans l'incident du vol 236 Air Transat.
- Yvan Canuel : Comédien
- Zénon Saint-Laurent : Coureur cycliste

## Climat
| Mois                              | jan.  | fév.  | mars  | avril | mai   | juin | jui. | août | sep. | oct. | nov.  | déc.  | année |
| --------------------------------- | ----- | ----- | ----- | ----- | ----- | ---- | ---- | ---- | ---- | ---- | ----- | ----- | ----- |
| Température minimale moyenne (°C) | −16,7 | −15,2 | −9    | −2,3  | 3,4   | 9    | 12,2 | 11,1 | 6,7  | 1,5  | −3,8  | −12   | −1,3  |
| Température moyenne (°C)          | −12,3 | −10,9 | −5    | 1,6   | 8,5   | 14,4 | 17,5 | 16,2 | 11,4 | 5,3  | −0,7  | −8,3  | 3,1   |
| Température maximale moyenne (°C) | −7,8  | −6,5  | −0,9  | 5,4   | 13,5  | 19,8 | 22,7 | 21,3 | 16   | 9,1  | 2,4   | −4,6  | 7,5   |
| Record de froid (°C)              | −33,3 | −31,1 | −29,4 | −19,9 | −12,2 | −1,1 | 0,8  | 1,8  | −5   | −8,4 | −18,3 | −30,6 | −33,3 |
| Record de chaleur (°C)            | 13    | 12,4  | 20    | 29,1  | 31,4  | 33,3 | 35,9 | 33,3 | 32,2 | 26,7 | 21,8  | 16,7  | 35,9  |
| Précipitations (mm)               | 79,8  | 59,1  | 69,4  | 63,3  | 84    | 73,5 | 84,6 | 89,1 | 77,8 | 83,9 | 77,7  | 86,7  | 928,9 |

## Culture

### Les murmures de la ville de Mont-Joli
La ville de Mont-Joli a fait naître, il y a déjà quelques années, un projet de revitalisation artistique de son centre-ville.
Le circuit des fresques, des arts et du patrimoine, dont la visite est gratuite à partir du Château Landry, présente 32 stations d'interprétation situées au centre-ville. Elles retracent l'histoire et les événements marquants de cette petite ville campagnarde québécoise. D'un côté, les réussites culturelles et de l'autre, les réalisations industrielles. Par exemple, les Mont-Joliens ont réalisé en 2008 une des célèbres fresques pour célébrer le 100e anniversaire de la plus grande fonderie du Québec, Norcast. Les touristes peuvent également voir le mur des célébrités qui ont marqué l'histoire sportive. On peut également observer la fameuse fresque du Jardin de Métis avec Elsie Reford, Alexander Reford et l'emblème : le pavot bleu d'Himalaya (fleur bleue, fleur fétiche du Jardin de Métis).
L'attrait touristique des Murmures de la ville de Mont-Joli est important. Ses fresques murales extérieures sont en compétition avec celles de la capitale de Québec, Québec et de plusieurs villes d'Europe.

## Galerie

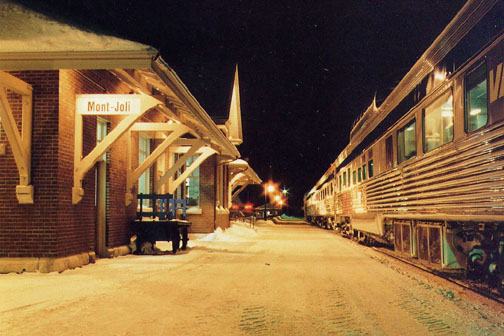
Gare de Mont-Joli (Via Rail Canada).
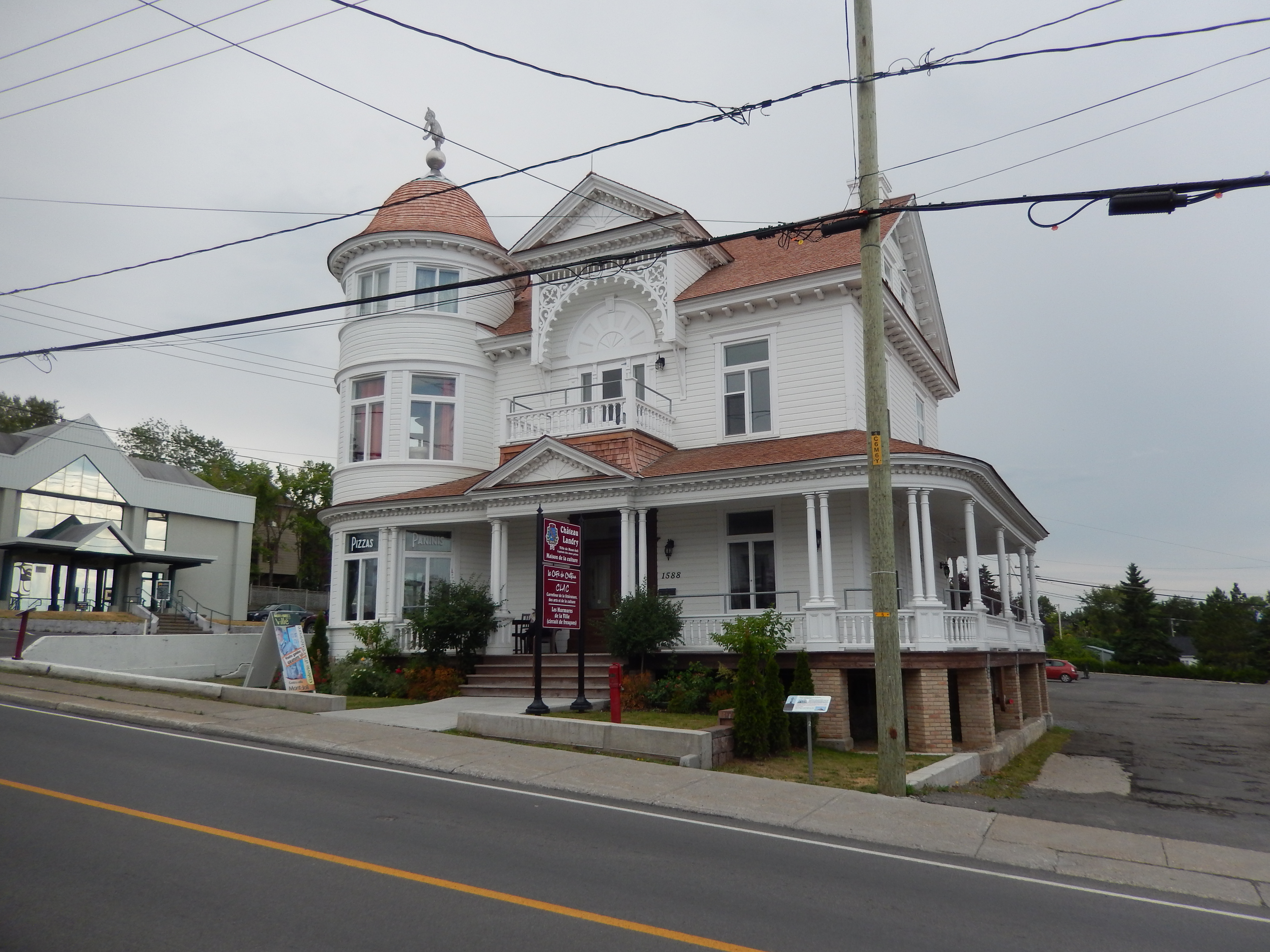
Le château Landry en août 2017.
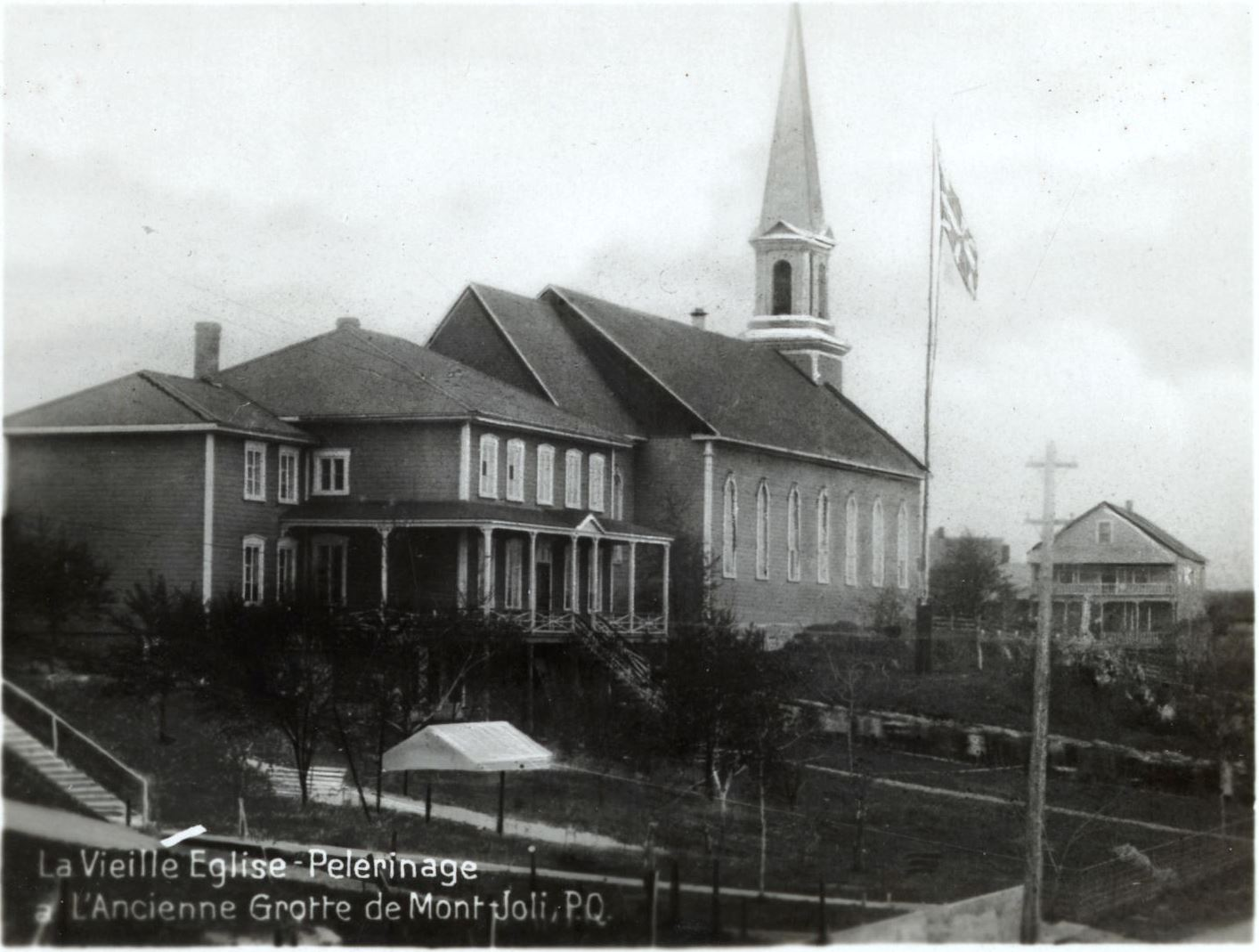
La vieille église de Mont-Joli vers 1910.
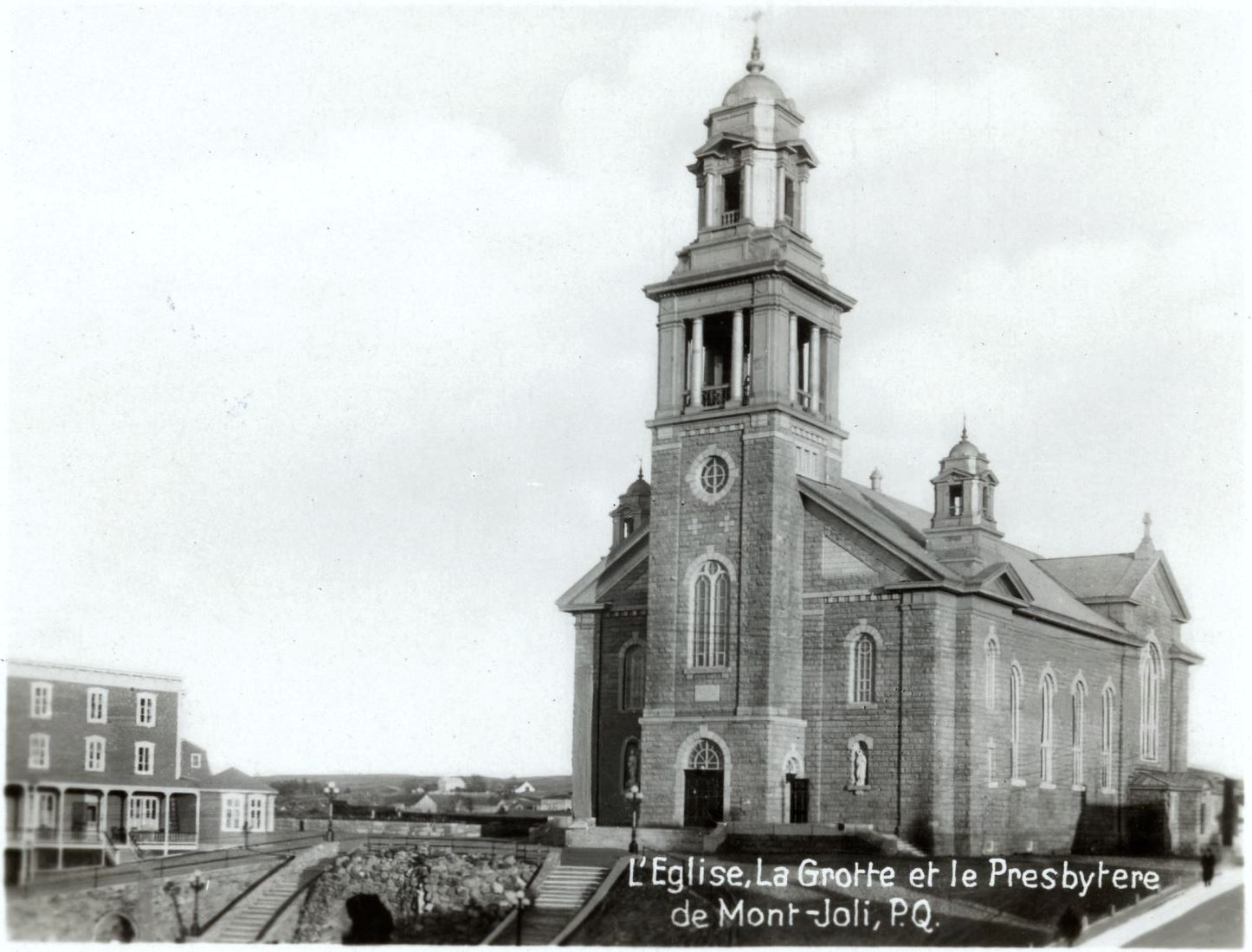
L'église, la grotte et le presbytère de Mont-Joli vers 1927.
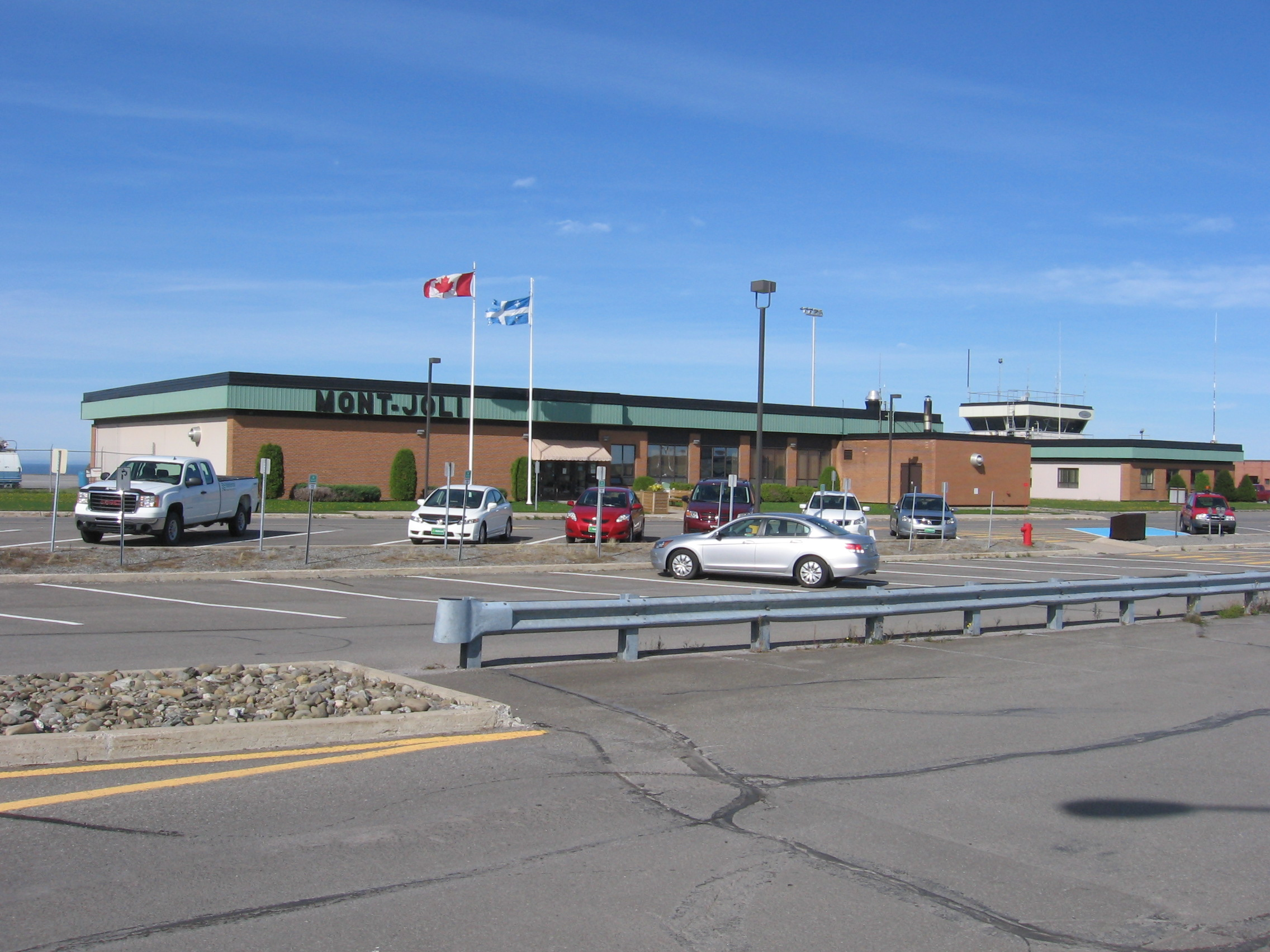
L'aéroport de Mont-Joli en octobre 2010.
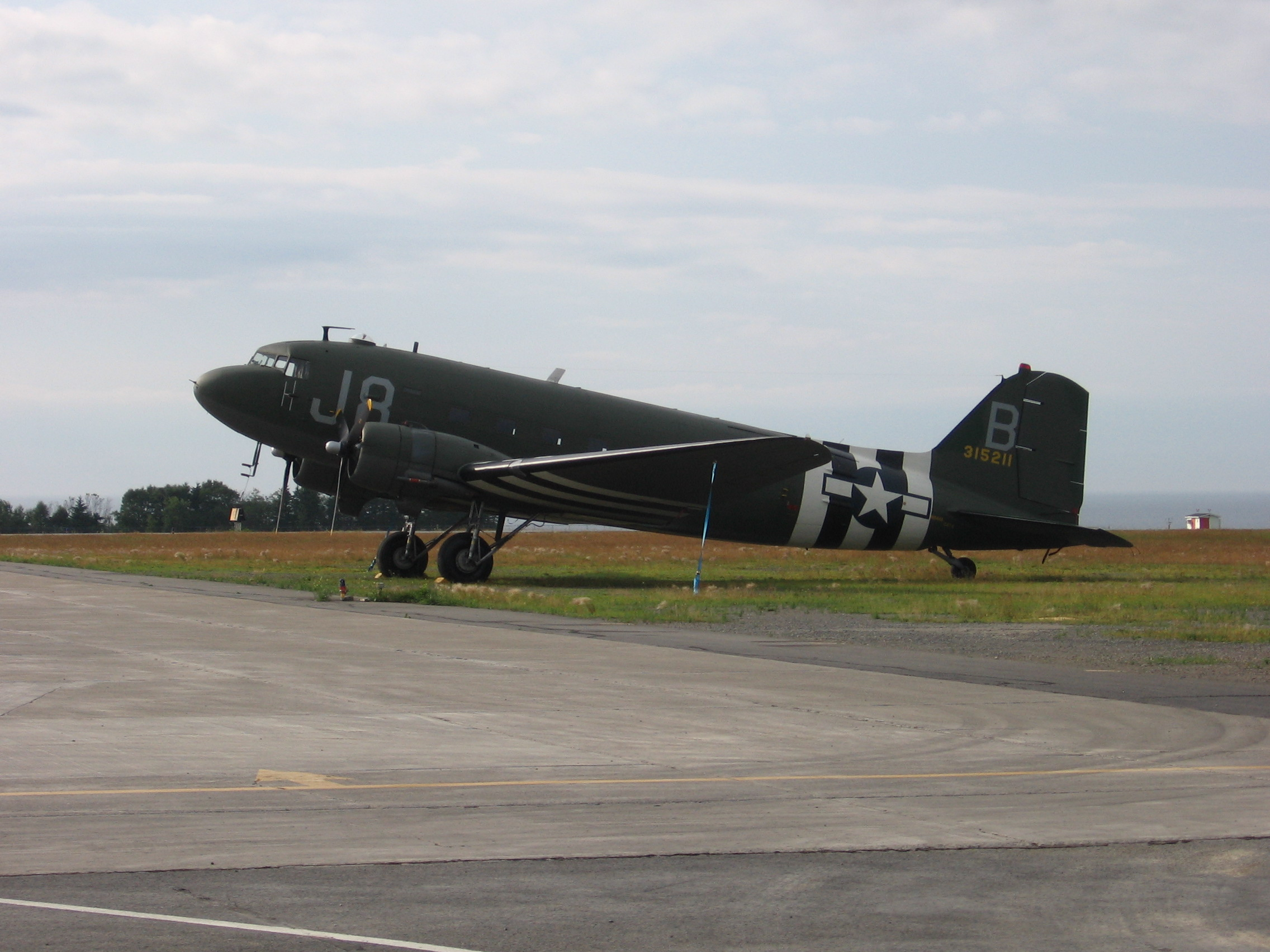
Un avion de la Seconde Guerre mondiale à l'aéroport de Mont-Joli.